# اودربرچت
اودربرچت (انگلیسی: Odebrecht) شرکت خوشه‌ای برزیلی است، که در زمینه ساخت‌وساز املاک و مستغلات، مهندسی و احداث زیرساخت‌های صنعتی، فناوری هوافضا و صنایع جنگ‌افزاری، ارائه خدمات ترابری و لجستیک، همچنین تولید مواد شیمیایی و محصولات پتروشیمی، فعالیت می‌نماید.
شرکت اودربرچت در سال ۱۹۴۴ توسط نوربرتو اودربرچت تأسیس شد و در حال حاضر دارای عملیات در آمریکای شمالی، مرکزی و جنوبی، خاورمیانه، آفریقا و اروپا می‌باشد.
دفتر مرکزی این شرکت در شهر سالوادور، باییا، برزیل قرار دارد و کلیه سهام آن در اختیار خانواده اودربرچت است. شرکت اودربرچت مالک شرکت براسکم می‌باشد، که بزرگ‌ترین تولیدکننده محصولات پتروشیمی در آمریکای لاتین بشمار می‌آید، همچنین به‌عنوان ششمین شرکت پتروشیمی جهان محسوب می‌شود.